# Orri Páll Dýrason
Orri Páll Dýrason (* 4. červenec 1977, Island) je bubeníkem v islandské post-rockové skupině Sigur Rós.

## Hudební historie
Do skupiny nastoupil v roce 1999 po odchodu předchozího bubeníka a spoluzakladatele skupiny agus Ævar Gunnarssona. Spolu s Kjartanem Sveinssonem a jeho ženou účinkoval také v hudebním seskupení The Lonesome Traveller.

## Biografie
Orri je ženatý s Lukka Sigurðardóttir, vzali se v roce 2005 na Hawaii. Má také dítě z předchozího vztahu. Dcera se jmenuje Vaka, podle ní se jmenuje i první skladba z alba (). Dnes žije Orri i se svou ženou ve městě Mosfellsbaer, nedaleko od Reykjavíku na Islandu.

## Sigur Rós
S kapelou nahrál zatím pět alb: () (2002), Takk ... (2005), Hvarf / Heim (2007),Med sud í eyrum við spilum endalaust (2008) a Valtari (2012).